# Liste der Biografien/Merv
Liste der Biografien |
Portal Biografien |
Personensuche
# |
A |
B |
C |
D |
E |
F |
G |
H |
I |
J |
K |
L |
M |
N |
O |
P |
Q |
R |
S |
T |
U |
V |
W |
X |
Y |
Z |
?
 
Ma |
Mb |
Mc |
Md |
Me |
Mf |
Mg |
Mh |
Mi |
Mj |
Mk |
Ml |
Mm |
Mn |
Mo |
Mp |
Mq |
Mr |
Ms |
Mt |
Mu |
Mv |
Mw |
Mx |
My |
Mz
 
Mea–Mee |
Mef |
Meg |
Meh |
Mei |
Mej |
Mek |
Mel |
Mem |
Men |
Meo |
Mep |
Mer |
Mes |
Met |
Meu |
Mev |
Mew |
Mex |
Mey |
Mez
 
Mera |
Merb |
Merc |
Merd |
Mere |
Merf |
Merg |
Merh |
Meri |
Merj |
Merk |
Merl |
Merm |
Mern |
Mero |
Merr |
Mers |
Mert |
Meru |
Merv |
Merw |
Merx |
Mery |
Merz
Die Liste der Biografien führt alle Personen auf, die in der deutschsprachigen Wikipedia einen Artikel haben. Dieses ist eine Teilliste mit 37 Einträgen von Personen, deren Namen mit den Buchstaben „Merv“ beginnt.

## Merv

### Merva
- Mervar, Anton (1885–1942), US-amerikanischer Instrumentenbauer
- Mervar, Boštjan (* 1973), slowenischer Radrennfahrer

### Merve
- Merveldt zu Westerwinkel, Dietrich Hermann I. von (1598–1658), Kanzler im Hochstift Münster und Amtsdroste in Wolbeck
- Merveldt zu Westerwinkel, Dietrich Hermann II. von (1624–1688), Amtsdroste in Wolbeck sowie Domherr in Münster, Minden und Osnabrück
- Merveldt, Adolf Bernhard von (1657–1737), Domherr in Münster und Assessor der Landespfennigkammer
- Merveldt, Adolf Dietrich Hermann von (1623–1639), Domherr in Münster und Paderborn
- Merveldt, August von (1759–1834), deutscher Adliger und Politiker
- Merveldt, Bernhard von, Domherr in Münster
- Merveldt, Burchard Alexander von (1714–1775), Domherr in Münster und kurkölnischer Kämmerer
- Merveldt, Burchard Paul von (1770–1848), Geheimrat und Domherr in Münster und Hildesheim
- Merveldt, Clemens August von (1722–1781), Obristhofmarschall, Amtsdroste, Kämmerer
- Merveldt, Dietrich Burchard von (1652–1729), Amtsdroste in Wolbeck und Hofmarschall im Hochstift Münster
- Merveldt, Dietrich von († 1585), Domherr in Münster
- Merveldt, Felix von (1862–1926), deutscher Beamter und Politiker (DNVP), MdR
- Merveldt, Ferdinand Dietrich von (1681–1765), Amtsdroste in Wolbeck sowie kurkölnischer Kämmerer
- Merveldt, Ferdinand von (1788–1853), preußischer Rittergutsbesitzer und Politiker
- Merveldt, Ferdinand von (1840–1905), preußischer Rittergutsbesitzer und Politiker
- Merveldt, Franz Arnold von (1713–1765), Amtsdroste in Wolbeck sowie Domherr in Münster
- Merveldt, Franz von (1844–1916), österreichischer Verwaltungsjurist und Politiker
- Merveldt, Goswin Hermann Otto von, Grossprior des deutschen Grosspriorats der Malteser und Fürst von Heitersheim
- Merveldt, Gottfried von († 1552), Domherr in Münster
- Merveldt, Hanns Hubertus Graf von (1901–1969), deutscher Maler
- Merveldt, Johann von († 1567), Domherr in Münster
- Merveldt, Karl von (1790–1859), preußischer Landrat und Politiker
- Merveldt, Maximilian Ferdinand von (1727–1790), Domherr in Hildesheim und Münster
- Merveldt, Maximilian Friedrich von (1764–1815), österreichischer General und DiplomatMaximilian Friedrich von Merveldt (1764–1815)

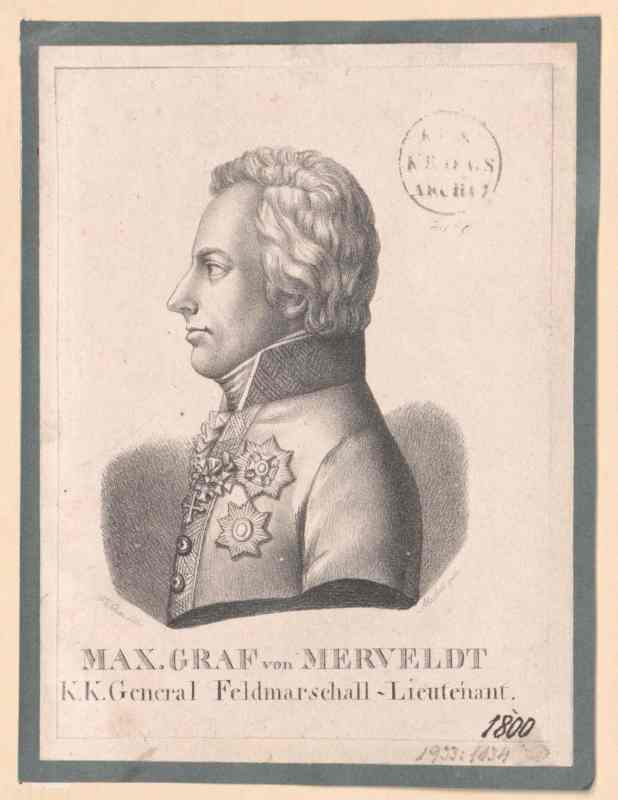
Maximilian Friedrich von Merveldt (1764–1815)

- Merveldt, Maximilian Heinrich Burchard von (1684–1732), Domherr in Münster und Osnabrück
- Merveldt, Paul von (1871–1929), deutscher Landschaftsmaler und Porträtmaler
- Mervelt, Gert van († 1558), deutscher Geschütz- und Glockengießer

### Mervi
- Merviel, Jules (1906–1976), französischer Radrennfahrer
- Mervil, Luck (* 1967), haitianisch-kanadischer Schauspieler und Singer-Songwriter
- Merville, Cyrille (* 1982), französischer Fußballtorhüter
- Merville, François (* 1968), französischer Schlagwerker (Jazz)
- Merviola, Helene (1883–1966), österreichische Operettensängerin (Sopran) und Schauspielerin
- Mervis, Adam, US-amerikanischer Schauspieler, Drehbuchautor, Filmregisseur und -produzent

### Mervy
- Mervyn, Glen (1937–2000), kanadischer Ruderer
- Mervyn, William (1912–1976), britischer Schauspieler